# Wilhelm Hinsche
Wilhelm Hinsche (* 17. Juni 1914 in Kiel; † 16. April 1998) ist ein deutscher Politiker (SPD).

## Leben
Hinsche besuchte die Volksschule und wurde danach Berufssoldat. Er besuchte eine Fahnenjunkerschule und wurde im Folgenden zum Offizier befördert. Hinsche war Teilnehmer des Zweiten Weltkrieges und geriet in Gefangenschaft. Nach seiner Entlassung aus der Kriegsgefangenschaft wurde er als Angestellter beim Arbeitsamt in der Stadt Alfeld eingestellt. Von 1948 bis ins Jahr 1953 war er Bürgermeister und Gemeindedirektor einer Landgemeinde. Hinsche war Verwaltungsratsvorsitzender der Kreissparkasse Alfeld sowie Aufsichtsratsvorsitzender der als Gemeinnützigen GmbH Kreissiedlungsgesellschaft in Alfeld. Ferner war er Mitglied des Aufsichtsrates des Überlandwerkes in Leinetal. Hinsche war Vorsitzender des Museumszweckverbandes in Alfeld und zudem Kreisvorsitzender der Arbeiterwohlfahrt. Er wurde zum Ehrenmitglied des Deutschen Heimkehrerverbandes ernannt und war Mitglied des Reichsbundes.

## Öffentliche Ämter
Im Jahr 1952 wurde er zum Mitglied des Kreistages gewählt und war seit dem Jahr 1955 Landrat des Landkreises Alfeld (Leine). Hinsche war gewähltes Mitglied des Niedersächsischen Landtages während der vierten bis achten Wahlperiode vom 6. Mai 1959 bis zum 20. Juni 1978. Hier war er Schriftführer des Niedersächsischen Landtages vom 8. Juli 1970 bis zum 20. Juni 1978.

## Ehrungen
Hinsche ist Träger des Verdienstkreuzes Erster Klasse des Verdienstordens der Bundesrepublik Deutschland sowie des Verdienstkreuzes des Niedersächsischen Verdienstordens.

## Quelle
- Barbara Simon: Abgeordnete in Niedersachsen 1946–1994. Biographisches Handbuch. Hrsg. vom Präsidenten des Niedersächsischen Landtages. Niedersächsischer Landtag, Hannover 1996, S. 165–166.

| Personendaten    | Personendaten                  |
| ---------------- | ------------------------------ |
| NAME             | Hinsche, Wilhelm               |
| KURZBESCHREIBUNG | deutscher Politiker (SPD), MdL |
| GEBURTSDATUM     | 17. Juni 1914                  |
| GEBURTSORT       | Kiel                           |
| STERBEDATUM      | 16. April 1998                 |